# Adolf Moraht

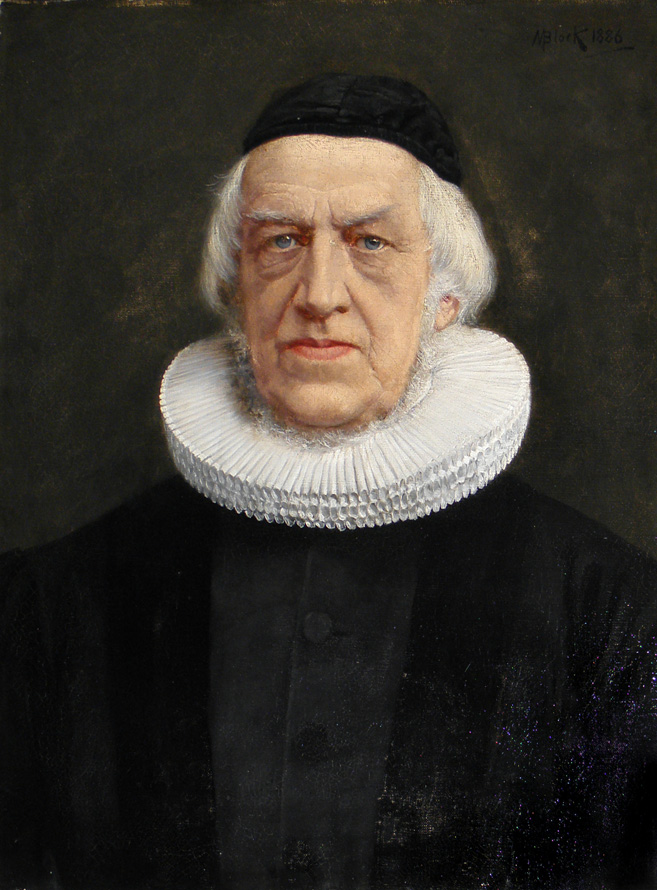
Mathilde Block:
Porträt des Pastors Adolf Moraht,
Nicolaikirche Mölln

Adolf Moraht (* 28. November 1805 in Hamburg; † 6. Dezember 1884 in Mölln) war ein deutscher evangelisch-lutherischer Geistlicher und religiöser Dichter.

## Leben
Morahts Vater Johann Daniel Matthias Moraht (1781–1838) war Kaufmann und später Bevollmächtigter eines Schiffsversicherungsunternehmens. Adolf erhielt seinen ersten Unterricht in der Privatschule von Leonhard Wächter und besuchte die Gelehrtenschule des Johanneums. Ab Ostern 1825 studierte er Evangelische Theologie an der Universität Halle und ab 1827 an der Universität Göttingen. In Göttingen wurde er 1828 zum Dr. phil. promoviert.
Er kehrte nach Hamburg zurück und war fast zehn Jahre lang Lehrer an Privatschulen. 1837 wurde er für die lauenburgische Landeskirche als zweiter Prediger an die Nicolaikirche in Mölln berufen. Die Umstände seiner Wahl waren kompliziert, weil es Streit zwischen Anhängern des Rationalismus und Mystikern (Moraht stand als Freund von Ludwig Harms der lutherischen Erweckung nahe und galt als Mystiker) sowie zwischen der Stadthauptmannschaft und dem Magistrat gab und Adolf von Duve dem Lauenburgischen Superintendenten Carl Friedrich Wilhelm Catenhusen, Morahts Schwiegervater, Befangenheit vorgeworfen hatte. 1846 wurde Moraht ihr (Haupt)pastor.
Moraht war in der Inneren und äußeren Mission engagiert. Als junger Mann waren er und sein Bruder, der Arzt Otto Moraht (1807–1848), Teil des Freundeskreises um Johann Hinrich Wichern und Carl Mönckeberg, die zur gleichen Zeit das Johanneum besuchten. Adolf Moraht war Mitgründer des Rauhen Hauses. Zusammen mit der ältesten Tochter Wicherns, Caroline, verfasste er das kirchliche Weihnachtslied „Weihnacht, Weihnacht kehret wieder“. In Mölln wurde er zum Sprecher des Lauenburgischen Missionsvereins. Im Mitte der 1850er Jahre aufbrechenden Kastenstreit unterstützte er die strenge Position des Missionars Carl Ochs einer Mission ohne Kaste.
Nach Franz Brümmer gehörte er zu den bessern Dichtern geistlicher Lieder der Neuzeit.
1849 lieferte er sich mit dem Ratzeburger Regierungsrat Karl Ludwig Rudolph Hoppenstedt eine literarische Auseinandersetzung über das Grundgesetz für das Herzogthum Lauenburg, das seiner Meinung nach den Staat zu einem nicht christlichen machte, und die Schulaufsicht.
Er war verheiratet mit Minna, geb. Catenhusen, der Tochter des Superintendenten Carl Friedrich Wilhelm Catenhusen. Sein Neffe Ernst Adolph Moraht war von 1859 bis 1879 Pastor in Hamburg.

## Schriften
- De iis, quae ad cognoscendam Iudaeorum Palaestinensium, qui Iesu tempore vivebant, christologiam evangelia nobis exhibeant, deque locis messianis in illis allegatis. Gottingae: Herbst 1828
- Versuch einer Methodik des Religionsunterrichts.

Band 1: Stufengang der Entwickelung der religiösen Anlage im Menschen. Halle 1831–1833
Band 2: 1833
- Harfenklänge. Eine Sammlung christlicher Gedichte, Lüneburg: Herold & Wahlstab 1840, 2. Auflage Hamburg: Agentur des Rauhen Hauses 1865
- Ein Wort über die Stellung der evangelisch-lutherischen Kirche des Herzogthums Lauenburg zu dem nicht christlichen Staate. Ratzeburg 1849 (Digitalisat, Bayerische Staatsbibliothek)
- Noch ein Wort über den nicht christlichen Staat und dessen Stellung zur evangelisch-lutherischen Kirche und zur evangelisch-lutherischen Schule des Herzogthums Lauenburg: ein Wort der Erwiederung auf die Schrift des Herrn Regierungsrath Hoppenstedt: „Zwei Worte zur Verständigung.“ Ratzeburg 1849 (Digitalisat, Bayerische Staatsbibliothek)
- Die Lutherische Mission und die Kaste in Ostindien. Rostock: Stiller 1860 (Digitalisat, Bayerische Staatsbibliothek)
- Carl Friedrich Wilhelm Catenhusen. Ein Denkmal. In: Vaterländisches Archiv für das Herzogthum Lauenburg. 3 (1863), S. 121–245 (Volltext)
- Patriotische Harfenklänge: zwölf Zeitgedichte 1873

## Lieder
- An deiner Rede will ich bleiben
- Ich bleib’ bei dir
- Was hätt’ ich, hätt’ ich Jesum nicht?
- Weihnacht, Weihnacht kehret wieder